# Zurich WCT 1982
Lo Zurich WCT 1982 è stato un torneo di tennis giocato sul sintetico indoor. È stata la 1ª edizione del torneo che fa parte del World Championship Tennis 1982. Si è giocato a Zurigo in Svizzera dal 28 marzo al 4 aprile 1982.

## Campioni

### Singolare maschile
Bill Scanlon ha battuto in finale  Vitas Gerulaitis con il punteggio di 7–5 7–6 1–6 0–6 6–4

### Doppio maschile
Sammy Giammalva /  Tom Gullikson hanno battuto in finale  Wojciech Fibak /  John Fitzgerald con il punteggio di 6–4, 6–2